# Pedro Huntjens
Pedro Huntjens (10 september 1967) is een Nederlandse voormalige atleet, die was gespecialiseerd in het snelwandelen.

## Loopbaan
Huntjens werd diverse malen Nederlands kampioen op de 20 km snelwandelen (driemaal) en de 50 km snelwandelen (achtmaal) en eenmaal op de 3000 m snelwandelen indoor. Daarnaast won hij van 2002 tot 2005 en in 2007 de snelwandelwedstrijd van de Kennedymars in Sittard.
Huntjens is woonachtig in Urmond en kwam uit voor AV Unitas.

## Nederlandse kampioenschappen
Outdoor
| Onderdeel             | Jaar                                           |
| --------------------- | ---------------------------------------------- |
| 20.000 m snelwandelen | 1999, 2001, 2003                               |
| 50 km snelwandelen    | 1996, 1997, 1999, 2001, 2003, 2004, 2005, 2006 |

Indoor
| Onderdeel           | Jaar |
| ------------------- | ---- |
| 3000 m snelwandelen | 2000 |

## Persoonlijke records
Baan
| Onderdeel          | Prestatie | Datum            | Plaats      |
| ------------------ | --------- | ---------------- | ----------- |
| 1 uur snelwandelen | 13.081 m  | 19 maart 1995    | Rotterdam   |
| 2 uur snelwandelen | 24.688 m  | 21 augustus 1999 | Spijkenisse |

Weg
| Onderdeel          | Prestatie | Datum             | Plaats      |
| ------------------ | --------- | ----------------- | ----------- |
| 10 km snelwandelen | 44.56     | 5 maart 1995      | Rotterdam   |
| 20 km snelwandelen | 1:34.50   | 22 september 1996 | Boechout    |
| 30 km snelwandelen | 2:25.39   | 29 juni 1996      | Barendrecht |
| 50 km snelwandelen | 4:17.23   | 6 oktober 1996    | Barendrecht |

## Palmares

### 20.000 m snelwandelen
- 1999:  NK - 1:35.37,45
- 2000:  NK - 1:43.31,53
- 2001:  NK te Eindhoven - 1:43.25,2
- 2002:  NK te Bergen op Zoom - 1:48.05,8

### 50 km snelwandelen
- 1995: 66e Wereldbeker snelwandelen - 4:22.27
- 1997: 80e Wereldbeker snelwandelen - 4:29.18
- 1999: 76e Wereldbeker snelwandelen - 4:23.53
- 2001:  NK te Tilburg - 4:56.03
- 2002:  NK te Tilburg - 5:05.28